# Lyon
Lyon (pronunciado [li'õn]) o Lion, históricamente conocida como León de Francia, es una ciudad ubicada en el sureste de Francia, en la confluencia de los ríos Ródano y Saona. Sede del concejo de la metrópoli de Lyon, es la capital del Distrito de Lyon, ubicado en el departamento del Ródano, en la región de Auvernia-Ródano-Alpes. 
Con 516 092 habitantes en 2020 es la tercera ciudad más poblada del país, por detrás de París y Marsella. Su área urbana, con 2 237 676 habitantes, es la segunda mayor del país, tras París.  Situada al norte del corredor natural del valle del Ródano (que une Lyon con Marsella) y entre el Macizo Central al oeste y los Alpes al este, la ciudad de Lyon ocupa una posición estratégica en la circulación norte-sur en Europa.
Antigua capital de la Galia durante el Imperio romano; en la Edad Media, Lyon se convirtió en una ciudad comercial y después en el siglo XIX en una plaza financiera de primer orden. Su prosperidad económica aumentó sucesivamente por el monopolio de la seda y luego por la aparición de industrias, sobre todo textiles y de productos químicos. Hoy en día es un importante centro industrial especializado en industrias químicas, farmacéuticas y biotecnológicas.
Lyon es la segunda ciudad universitaria de Francia, acogiendo en su área metropolitana a más de 140 000 estudiantes repartidos en tres universidades y numerosas escuelas de ingenieros y grandes écoles.
Históricamente conocida como la capital mundial de la seda, cuenta con un patrimonio histórico y arquitectónico importante, poseyendo una gran superficie declarada Patrimonio de la Humanidad de la Unesco.

## Toponimia
En español se la conoce como Lyon, que es la grafía usada también en francés (pronunciado [ljɔ̃]ⓘ). El topónimo en francoprovenzal es Liyon. Antiguamente era conocida por el topónimo, hoy día en desuso, León de Francia, para distinguirla de la ciudad homónima sita en España.
Así mismo, la Real Academia Española en conjunto con la Fundación del Español Urgente y la Secretaría de Estado de la Unión Europea recomiendan también la grafía «Lion».

## Geografía

### Situación geográfica
Lyon está situada en el este de Francia, en la confluencia de los ríos Ródano y Saona. La ciudad se encuentra entre los macizos montañosos de los Alpes al este y el Macizo Central al oeste y constituye la villa central de la Metrópoli de Lyon o Grand Lyon.

### Topografía
La geografía de la ciudad está dominada por los ríos Ródano y Saona, que convergen al sur de la ciudad formando una península o presqu'île; dos colinas, una al oeste y otra norte y la extensa llanura que se extiende al este del centro histórico de la ciudad.

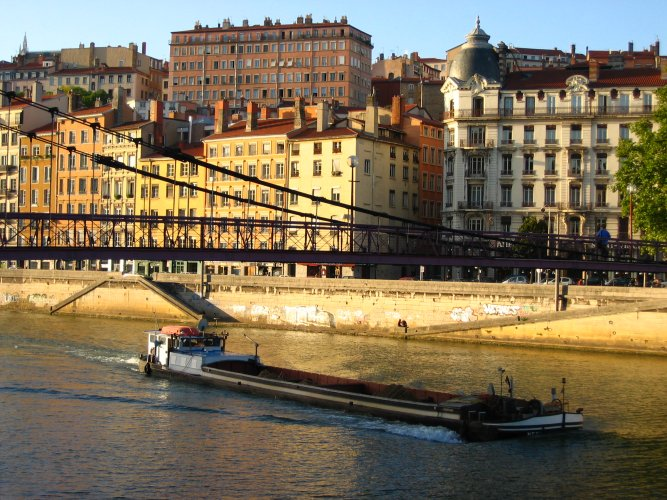
Río Saona a su paso por Lyon

Al oeste está Fourvière (llamada «la colina que reza»), coronada por la basílica Notre-Dame y la Torre metálica de telecomunicaciones se inspira de la Torre Eiffel.
Al norte se encuentra la Croix-Rousse («la colina que trabaja»), lugar en el que se encontraban muchos talleres de confección de telas de seda.

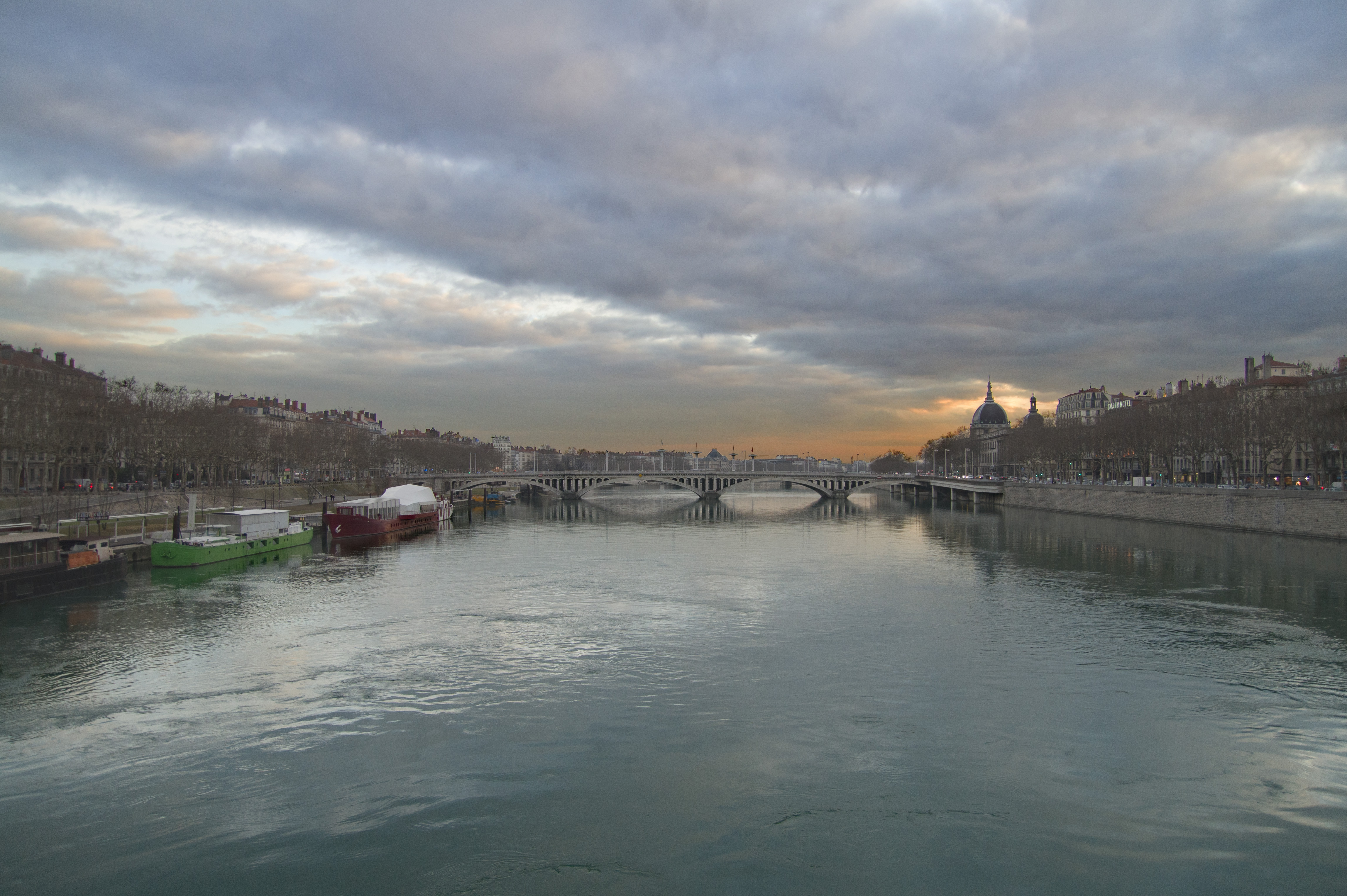
El río Ródano a su paso por Lyon, desde el puente Lafayette.

Entre la colina de Fourvière y el Saona se sitúa un barrio largo y estrecho, el Vieux Lyon, que forma la parte medieval y renacentista de Lyon. Está dividido en tres partes: Saint-Georges, Saint-Jean y Saint-Paul.
En la Presqu’île, península situada entre los dos ríos, se encuentran las principales calles comerciales de la ciudad, además de la plaza de Bellecour, una de las plazas peatonales más grandes de Europa.
Al otro lado del Ródano, al este, en una gran llanura, se extiende el resto de la ciudad. Urbanizados según un plano ortogonal, los barrios de la Part-Dieu y los Brotteaux, el primero, barrio de negocios y comercial; el segundo, al norte, más residencial y donde se encuentra el Parque de la Tête d'Or (Cabeza de Oro), uno de los mayores parques urbanos de Europa.

### Clima
Lyon posee un clima semicontinental. Los veranos son cálidos, con ocasionales tormentas eléctricas, a veces violentamente. Los inviernos son fríos, incluso con nevadas. En verano, la temperatura puede alcanzar los 35 °C por la tarde y en invierno la temperatura puede ser negativa. La ciudad está soleada con 2050 horas por año.
| Parámetros climáticos promedio de Lyon (LYN), normales 1991–2020, extremos 1920–presente | Parámetros climáticos promedio de Lyon (LYN), normales 1991–2020, extremos 1920–presente | Parámetros climáticos promedio de Lyon (LYN), normales 1991–2020, extremos 1920–presente | Parámetros climáticos promedio de Lyon (LYN), normales 1991–2020, extremos 1920–presente | Parámetros climáticos promedio de Lyon (LYN), normales 1991–2020, extremos 1920–presente | Parámetros climáticos promedio de Lyon (LYN), normales 1991–2020, extremos 1920–presente | Parámetros climáticos promedio de Lyon (LYN), normales 1991–2020, extremos 1920–presente | Parámetros climáticos promedio de Lyon (LYN), normales 1991–2020, extremos 1920–presente | Parámetros climáticos promedio de Lyon (LYN), normales 1991–2020, extremos 1920–presente | Parámetros climáticos promedio de Lyon (LYN), normales 1991–2020, extremos 1920–presente | Parámetros climáticos promedio de Lyon (LYN), normales 1991–2020, extremos 1920–presente | Parámetros climáticos promedio de Lyon (LYN), normales 1991–2020, extremos 1920–presente | Parámetros climáticos promedio de Lyon (LYN), normales 1991–2020, extremos 1920–presente | Parámetros climáticos promedio de Lyon (LYN), normales 1991–2020, extremos 1920–presente |
| Mes                                                                                      | Ene.                                                                                     | Feb.                                                                                     | Mar.                                                                                     | Abr.                                                                                     | May.                                                                                     | Jun.                                                                                     | Jul.                                                                                     | Ago.                                                                                     | Sep.                                                                                     | Oct.                                                                                     | Nov.                                                                                     | Dic.                                                                                     | Anual                                                                                    |
| ---------------------------------------------------------------------------------------- | ---------------------------------------------------------------------------------------- | ---------------------------------------------------------------------------------------- | ---------------------------------------------------------------------------------------- | ---------------------------------------------------------------------------------------- | ---------------------------------------------------------------------------------------- | ---------------------------------------------------------------------------------------- | ---------------------------------------------------------------------------------------- | ---------------------------------------------------------------------------------------- | ---------------------------------------------------------------------------------------- | ---------------------------------------------------------------------------------------- | ---------------------------------------------------------------------------------------- | ---------------------------------------------------------------------------------------- | ---------------------------------------------------------------------------------------- |
| Temp. máx. abs. (°C)                                                                     | 19.1                                                                                     | 21.9                                                                                     | 26.0                                                                                     | 30.1                                                                                     | 34.2                                                                                     | 38.4                                                                                     | 40.4                                                                                     | 41.4                                                                                     | 35.8                                                                                     | 28.4                                                                                     | 23.0                                                                                     | 20.2                                                                                     | 41.4                                                                                     |
| Temp. máx. media (°C)                                                                    | 7.1                                                                                      | 9.0                                                                                      | 13.8                                                                                     | 17.4                                                                                     | 21.5                                                                                     | 25.6                                                                                     | 28.2                                                                                     | 28.0                                                                                     | 23.1                                                                                     | 17.7                                                                                     | 11.4                                                                                     | 7.7                                                                                      | 17.5                                                                                     |
| Temp. media (°C)                                                                         | 4.1                                                                                      | 5.2                                                                                      | 9.0                                                                                      | 12.3                                                                                     | 16.3                                                                                     | 20.3                                                                                     | 22.6                                                                                     | 22.3                                                                                     | 17.9                                                                                     | 13.7                                                                                     | 8.1                                                                                      | 4.8                                                                                      | 13.0                                                                                     |
| Temp. mín. media (°C)                                                                    | 1.1                                                                                      | 1.4                                                                                      | 4.2                                                                                      | 7.2                                                                                      | 11.2                                                                                     | 15.0                                                                                     | 17.0                                                                                     | 16.6                                                                                     | 12.8                                                                                     | 9.6                                                                                      | 4.9                                                                                      | 2.0                                                                                      | 8.6                                                                                      |
| Temp. mín. abs. (°C)                                                                     | -23.0                                                                                    | -22.5                                                                                    | -10.5                                                                                    | -4.4                                                                                     | -3.8                                                                                     | 2.3                                                                                      | 6.1                                                                                      | 4.6                                                                                      | 0.2                                                                                      | -4.5                                                                                     | -9.4                                                                                     | -24.6                                                                                    | -24.6                                                                                    |
| Precipitación total (mm)                                                                 | 49.8                                                                                     | 41.6                                                                                     | 49.4                                                                                     | 68.9                                                                                     | 80.9                                                                                     | 74.1                                                                                     | 67.4                                                                                     | 65.5                                                                                     | 82.5                                                                                     | 99.8                                                                                     | 87.2                                                                                     | 53.7                                                                                     | 820.8                                                                                    |
| Días de precipitaciones (≥ 1.0 mm)                                                       | 8.1                                                                                      | 7.9                                                                                      | 8.4                                                                                      | 9.0                                                                                      | 10.3                                                                                     | 8.5                                                                                      | 7.5                                                                                      | 7.2                                                                                      | 7.3                                                                                      | 9.9                                                                                      | 9.4                                                                                      | 9.2                                                                                      | 102.8                                                                                    |
| Horas de sol                                                                             | 71.1                                                                                     | 102.4                                                                                    | 173.7                                                                                    | 197.7                                                                                    | 223.8                                                                                    | 256.5                                                                                    | 288.1                                                                                    | 263.1                                                                                    | 204.1                                                                                    | 131.4                                                                                    | 78.9                                                                                     | 58.7                                                                                     | 2049.5                                                                                   |
| Fuente n.º 1: Meteo France                                                               |                                                                                          |                                                                                          |                                                                                          |                                                                                          |                                                                                          |                                                                                          |                                                                                          |                                                                                          |                                                                                          |                                                                                          |                                                                                          |                                                                                          |                                                                                          |
| Fuente n.º 2: Meteo Lyon                                                                 |                                                                                          |                                                                                          |                                                                                          |                                                                                          |                                                                                          |                                                                                          |                                                                                          |                                                                                          |                                                                                          |                                                                                          |                                                                                          |                                                                                          |                                                                                          |

### Arrondissements

Lyon y sus 9 arrondisements

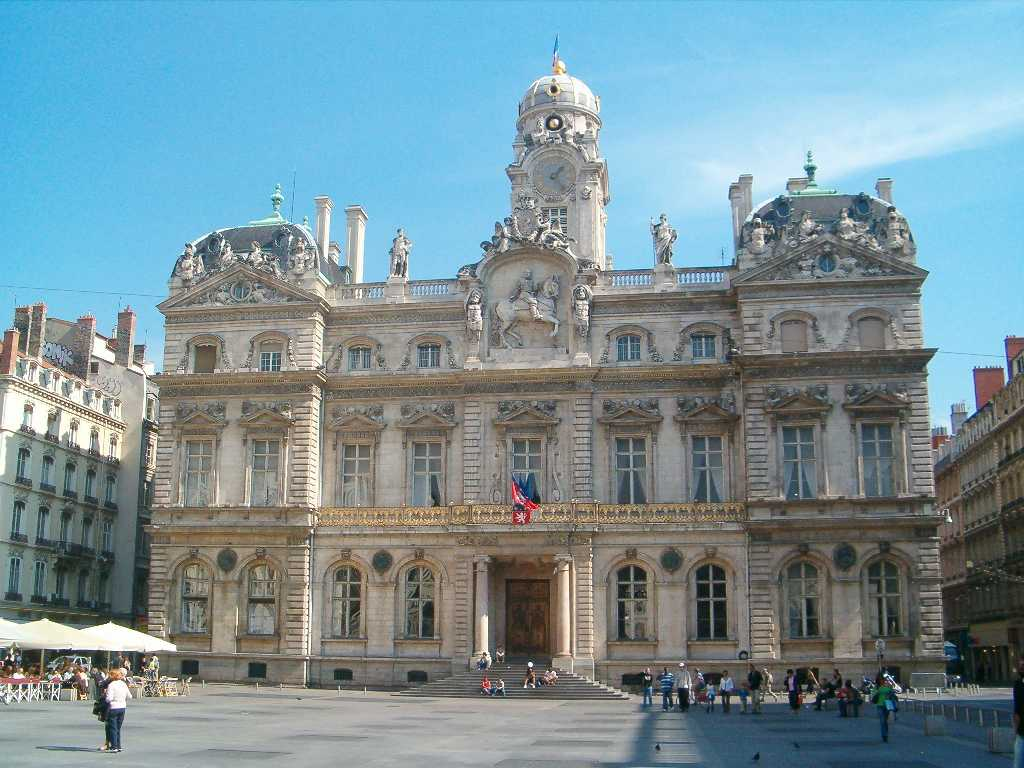
El Ayuntamiento de Lyon.

Al igual que París y Marsella, Lyon está dividido en arrondissements (distritos), cada uno de ellos identificado por un número y con su propio Ayuntamiento.
Dentro de cada distrito hay un número reconocible de barrios:
- 1.er arrondissement: Pentes de la Croix-Rousse, Terreaux, Martinière/St-Vincent
- 2.º arrondissement: Cordeliers, Bellecour, Ainay, Perrache, Confluence
- 3.er arrondissement: Lyon Part-Dieu
- 4.º arrondissement: Plateau de la Croix-Rousse
- 5.º arrondissement: Vieux Lyon, Fourvière, Ménival, Point-du-Jour
- 6.º arrondissement: Brotteaux, Bellecombe, Parc de la Tête d'Or, Cité internationale
- 7.º arrondissement: Guillotière (sur), Jean Macé, Gerland
- 8.º arrondissement: Monplaisir (sur), Bachut, États-Unis, Grand Trou/Moulin à Vent, Grange Blanche (sur), Laënnec, Mermoz, Monplaisir-la-Plaine
- 9.º arrondissement: Vaise, La Duchère, Rochecardon, St-Rambert-l'Île-Barbe, Gorge de Loup, Observance, Champvert (norte).

## Historia

### Edad Antigua

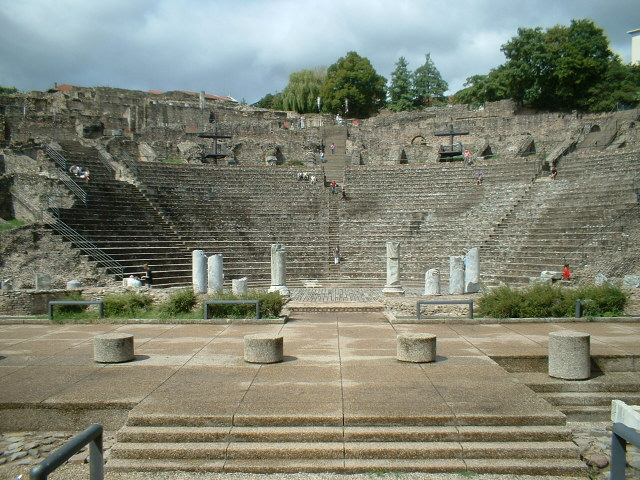
Teatro romano en la colina de la Fourvière

Lyon fue fundada en la colina de Fourvière como una colonia romana en el año 43 a. C. por Lucio Munacio Planco, un lugarteniente de Julio César, en el lugar en el que se alzaba una fortificación celta llamada Lug[o]dunon ―del dios celta Lugus (‘luz’) y dúnon (‘castro’).
El general romano Agripa, aprovechó la situación de Lugdunum en la vía natural del norte al sureste de "Francia" y la convirtió en el punto de partida de los principales caminos por toda la Galia romana. Posteriormente se convertiría en la capital de la Galia, en parte gracias a su conveniente ubicación en la confluencia de dos ríos navegables y rápidamente llegó a ser su principal ciudad. Dos emperadores nacieron en esta ciudad: Claudio y Caracalla. Hoy en día el arzobispo de Lyon es todavía denominado “Primado de las Galias” y la ciudad a menudo es conocida como “capital de las Galias”.
Fue esta urbe el centro de las instituciones romanizadas de las tres Galias. En 12 a. C. Druso mandó construir ahí un templo en honor a César Augusto y a Roma. Poseía este templo una explanada con 400 000 m², hermosa por sí misma pero además acompañada por múltiples bellas estatuas enviadas por todas las ciudades de la Galia. El sumo sacerdote del culto a Augusto en este templo, Gayo Julio Rufo, mandó levantar un anfiteatro al costado del edificio. En el anfiteatro se daban espectáculos gratuitos cada 1 de agosto. El mismo sacerdote erigió un arco del triunfo en el año 19 d. C. donde grababa toda su genealogía, que remontaba a primigenios aristócratas galos.
A finales del siglo II (19 de febrero de 197) fue testigo de la mayor y más cruel batalla disputada entre ejércitos romanos: en la Colonia Copia Claudia Augusta Lugdunum, el emperador romano Septimio Severo (145-211) derrotó al usurpador Clodio Albino (147-197) en la conocida como  batalla de Lugdunum.

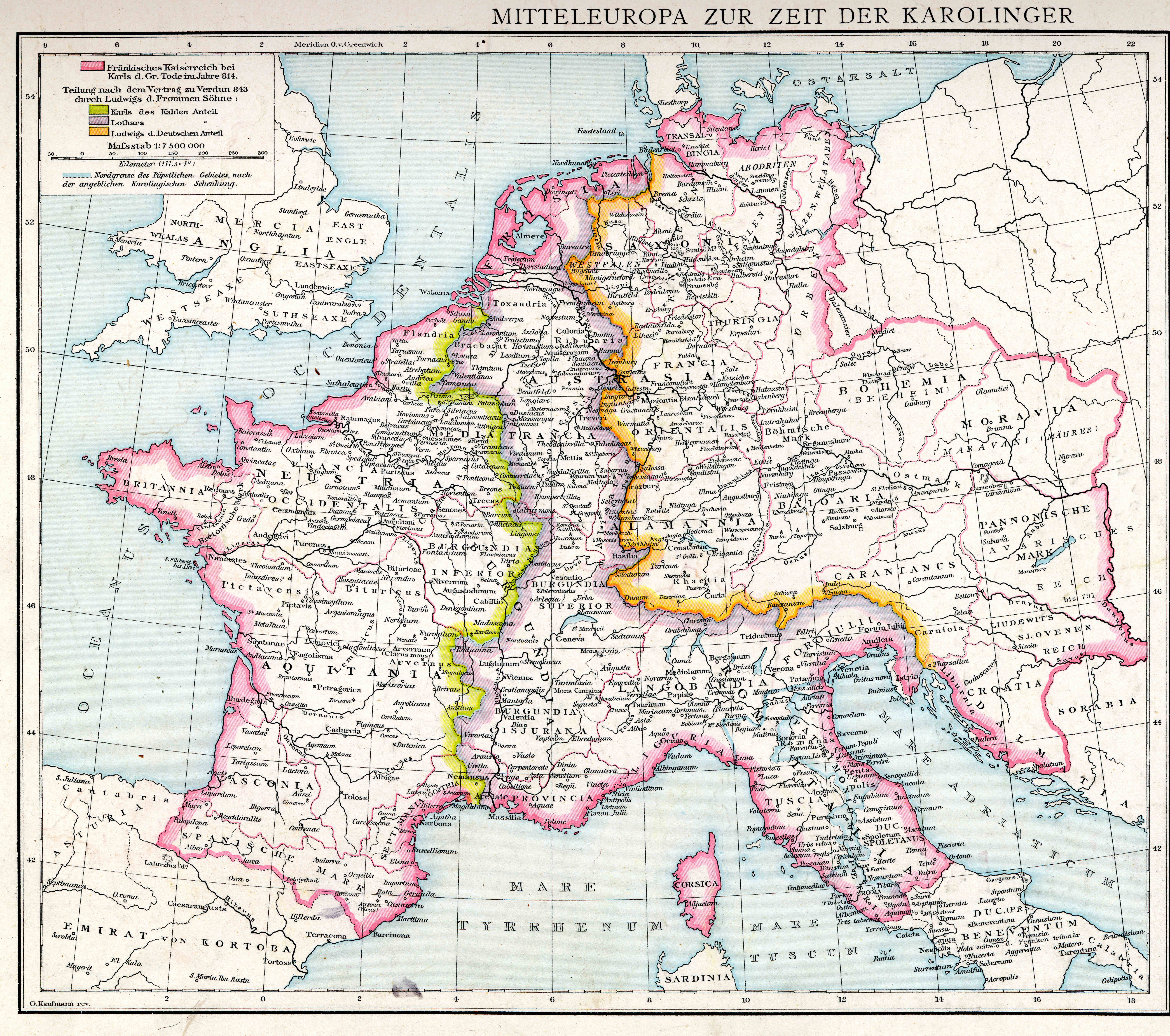
División del Imperio carolingio tras las muerte de Carlomagno

Durante el siglo III la ciudad comienza un declive, perdiendo su condición de capital de la Galia en 297, en beneficio de Tréveris, más cerca de la frontera del Rin. Lugdunum no es más que la sede administrativa de una pequeña provincia (Lyon, Borgoña y Franco-Condado). En el año 437, las tribus germánicas refugiadas en Borgoña tras la destrucción de Worms por los hunos, fueron reasentadas por el comandante militar de Occidente, Aecio, en Lugdunum.

### Edad Media
Por el Tratado de Verdún en 843, Lyon quedó incluido en las tierras que correspondían al emperador Lotario I, nieto de Carlomagno; más tarde tras la división de este formó parte del Reino de Arlés. 
En el siglo XIII, los gremios de mercaderes potagonizaron una revuelta en contra del poder del Arzobispo-Conde de Lyon, forzando en 1312 al rey Felipe IV a intervenir en este conflicto. A raíz de la intervención del rey, la ciudad pasó a depender directamente de la Corona francesa, siendo incluida la lista de «Bonnes Villes».
Durante la guerra de los Cien Años, Lyon se mantiene fiel a los reyes de Francia. Esto, unido a la cercanía a Italia, país con un temprano florecimiento económico y cultural, produjo un importante desarrollo para la ciudad. Durante la Edad Media, y durante varios siglos después, la lengua principal de la ciudad de Lyon no fue el francés estándar sino el idioma franco-provenzal, una lengua del grupo galorromance.

### Edad Moderna
El renacimiento es su edad de oro, económicamente se desarrolla a partir del siglo XVI con la llegada de los banqueros florentinos; los comerciantes, atraídos por las cuatro ferias anuales; la instalación de imprentas; el mantenimiento de los lazos comerciales con Alemania y sobre todo el comercio de la seda. Lyon se convierte en la primera plaza bancaria y en una de las mayores ciudades de Europa. De esta época se conservan muchos edificios renacentistas, testigos de esta riqueza.

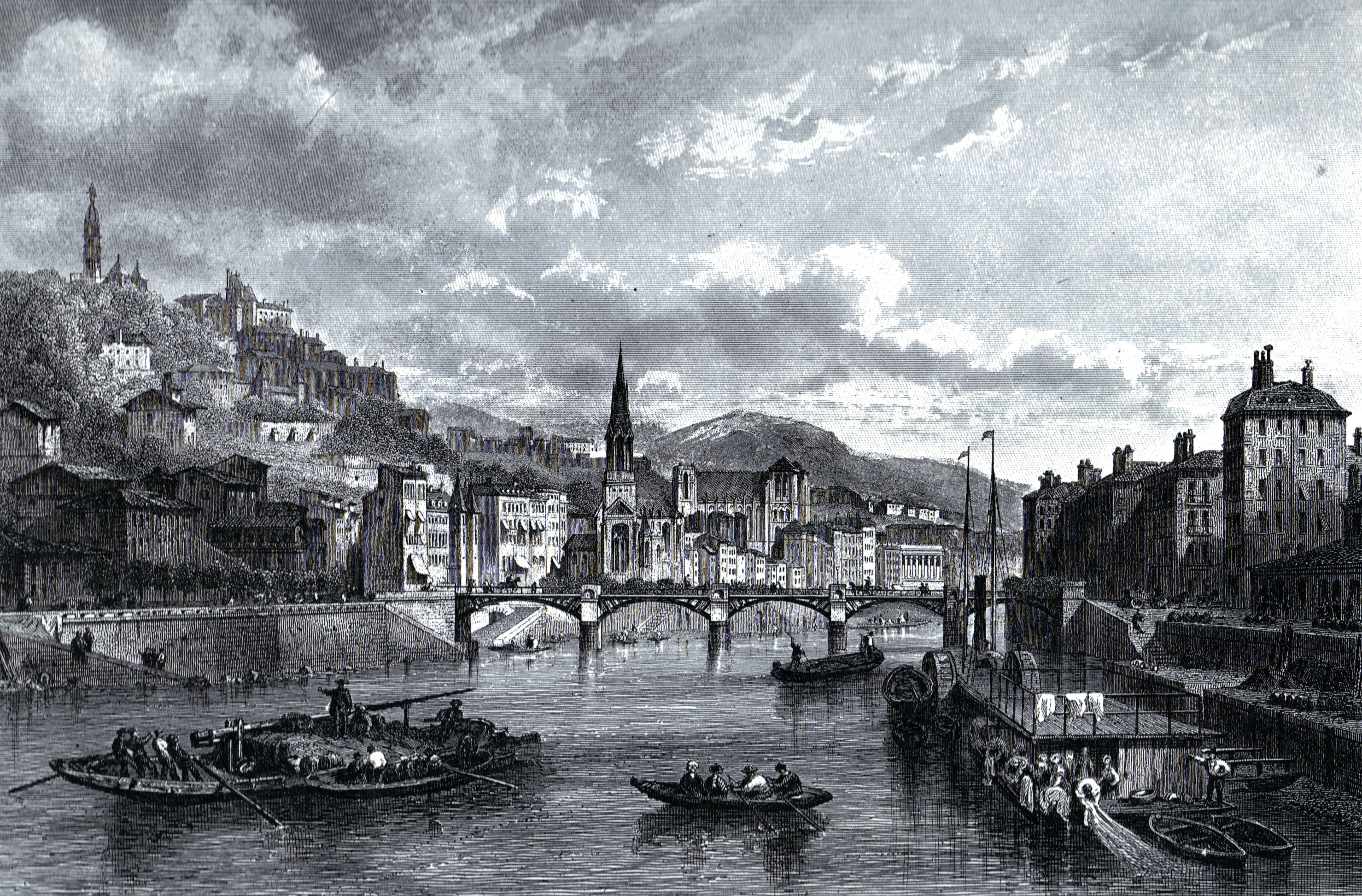
Lyon en el

A pesar de todo, la vida de la gente común sigue siendo difícil, esto provocará revueltas que junto con las Guerras de religión, dará lugar a un lento declive. Lyon ya no recuperará el prestigio anterior a las guerras: la mayoría de las imprentas se trasladarán a Ginebra e igualmente muchas familias de banqueros abandonarán la ciudad.

### Revolución
Durante la Revolución francesa, Lyon se alzó contra la Convención Nacional y apoyó a los girondinos. En 1793, la ciudad fue sitiada durante más de dos meses por los ejércitos revolucionarios, antes de finalmente rendirse. Varios edificios fueron destruidos; una década más tarde el propio Napoleón ordenó la reconstrucción de todos los edificios destruidos durante este período.

### SigloXIX
Gracias a la seda, la ciudad se convierte durante el siglo XIX en una importante ciudad industrial. Los obreros de la seda de Lyon, realizaron dos levantamientos importantes: en 1831 y 1834. El levantamiento de 1831 (La révolte des Canuts), vio uno de los primeros usos registrados de la bandera negra como emblema de la protesta. Entre 1827 y 1832 se construyó entre Saint-Étienne y Lyon una de las primeras líneas férreas del mundo, diseñada por el ingeniero Marc Seguin. El primer funicular urbano del mundo fue construido entre Lyon y la Croix-Rousse en 1862.

### SiglosXXyXXI

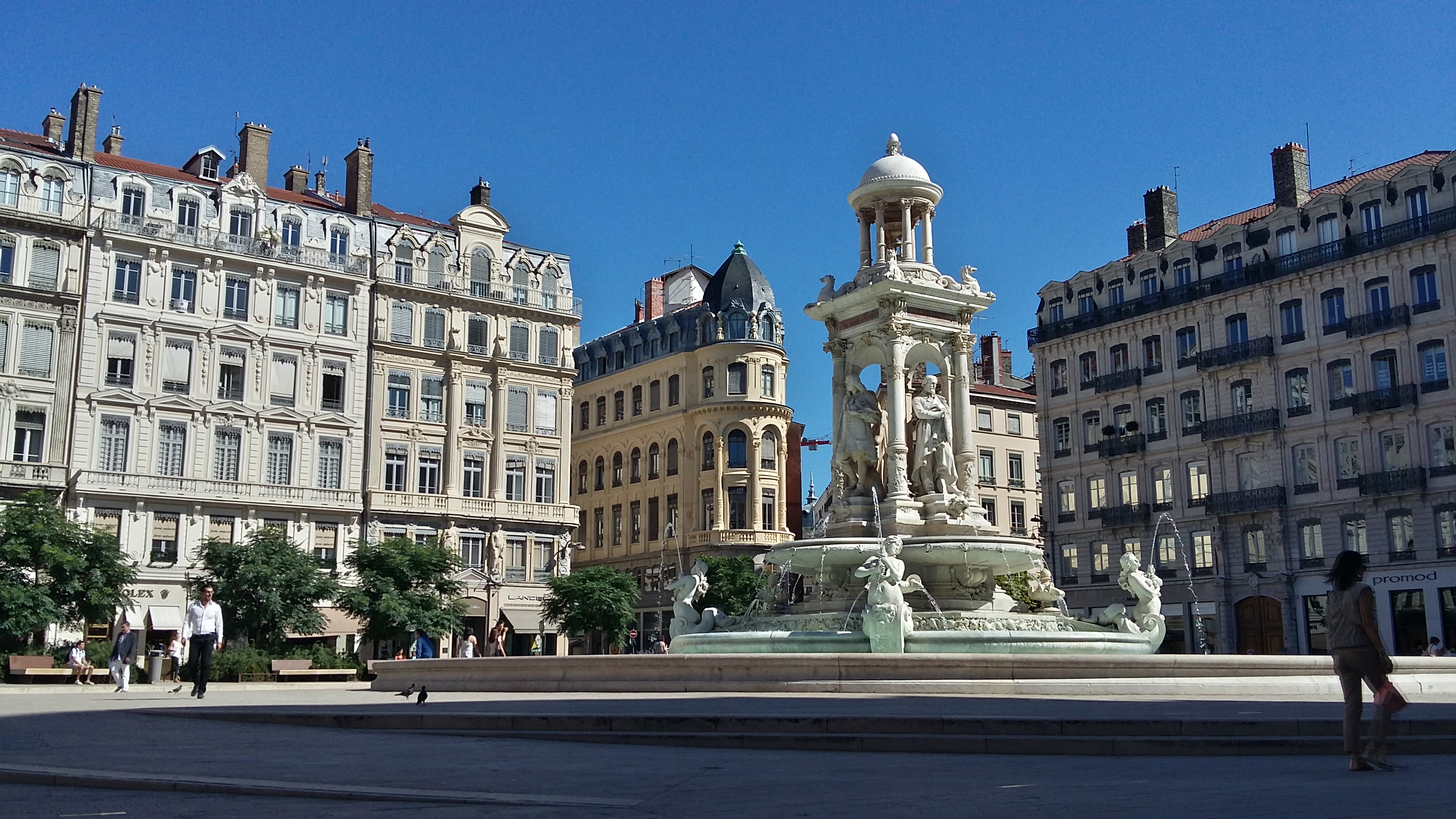
La Plaza de los Jacobinos, en el barrio de Bellecour (Lyon 2e)

Durante la Segunda Guerra Mundial, la ciudad fue un centro para las fuerzas de ocupación alemanas y también un bastión de la resistencia. Jean Moulin fue capturado en las afueras de la ciudad en junio de 1943. La ciudad fue bombardeada el 26 de mayo de 1944 por la aviación aliada. Su liberación el 3 de septiembre de 1944. El Centro de Historia de la Resistencia y la Deportación, antigua sede de la Gestapo, rinde homenaje al pasado.
A partir de la década de 1950, la ciudad se desarrolla como un moderno centro económico. El metro es inaugurado en 1978. El primer servicio TGV comenzó a funcionar entre Lyon y París el 27 de septiembre de 1981, siendo la primera línea de alta velocidad en entrar en servicio en Francia.

## Administración
Lyon es la capital de la Metrópoli de Lyon que reagrupa 59 comunas, con 1 416 000 habitantes.

### Ayuntamiento
El consejo municipal está formado por 73 concejales, elegidos por sufragio universal cada seis años. Desde 2020, el alcalde es Grégory Doucet (EELV).

## Demografía

La metrópoli de Lyon.

Por su población, Lyon es la tercera ciudad de Francia, después de París y Marsella. Si tenemos en cuenta toda el área metropolitana se ubica en el corazón de una región urbana de 2,9 millones de habitantes, la segunda mayor de Francia.

### Evolución de la población
Durante los años 1970-1980, la ciudad de Lyon perdió más de 100 000 habitantes. Esto se puede atribuir al crecimiento de la suburbanización, en detrimento de ciertos barrios degradados del centro.
La ciudad de Lyon recuperó el dinamismo demográfico en los años 1990, con la renovación de distintos barrios (Gerland, Part-Dieu, Vaise, Saint-Rambert), casi 57.000 habitantes en dieciséis años. Más allá de las razones técnicas, este crecimiento está en contexto con el aumento de la población de los centros de las ciudades en Europa. El aumento de la población de la ciudad deberá acelerarse con la renovación del barrio de la Confluence y la densificación del 7º arrondissement.

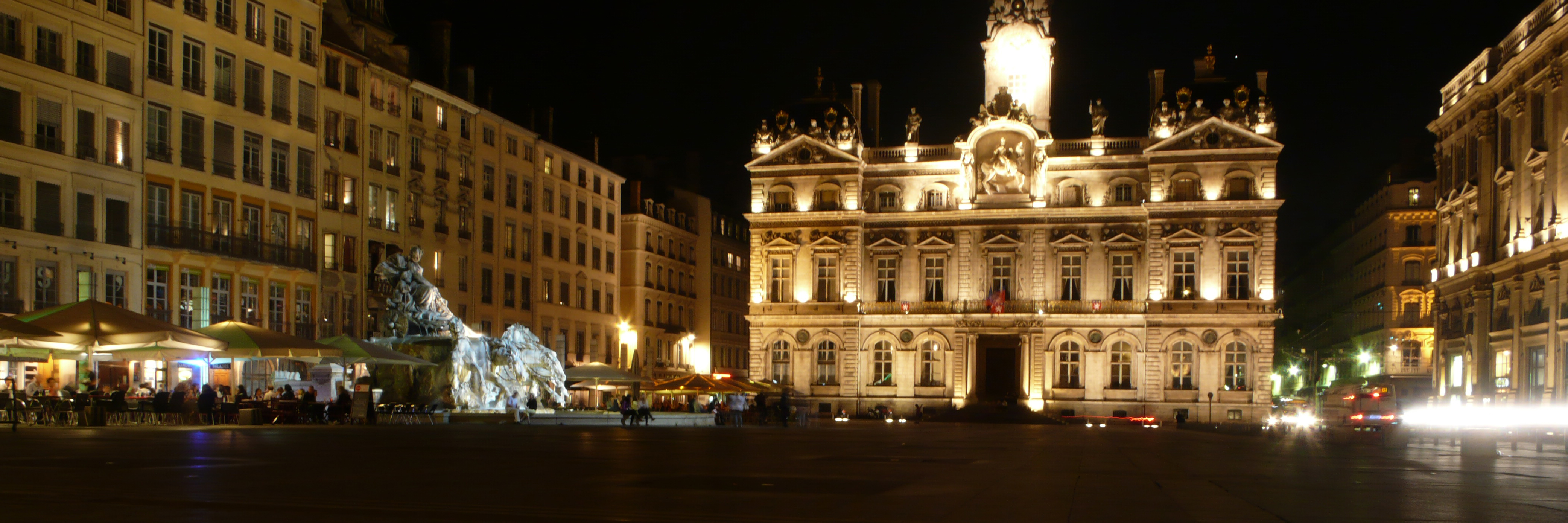
La Place des Terreaux.

| 102 167 | 88 919 | 102 041 | 131 258 | 149 733 | 150 814 | 155 939 | 177 976 | 177 190 | 292 721 | 318 803 | 323 954 | 323 417 | 342 815 | 376 613 | 401 930 | 438 077 | 466 028 |
| Para los censos de 1962 a 1999 la población legal corresponde a la población sin duplicidades (Fuente: INSEE [Consultar]) |        |         |         |         |         |         |         |         |         |         |         |         |         |         |         |         |         |

| 459 099 | 472 114 | 523 796 | 561 592 | 570 840 | 579 763 | 570 622 | 460 748 | 471 270 | 528 535 | 527 800 | 456 716 | 413 095 | 415 487 | 445 452 | 484 344 | 496 343 | 516 092 |
| Para los censos de 1962 a 1999 la población legal corresponde a la población sin duplicidades (Fuente: INSEE [Consultar]) |         |         |         |         |         |         |         |         |         |         |         |         |         |         |         |         |         |

## Cultura

### Patrimonio arquitectónico

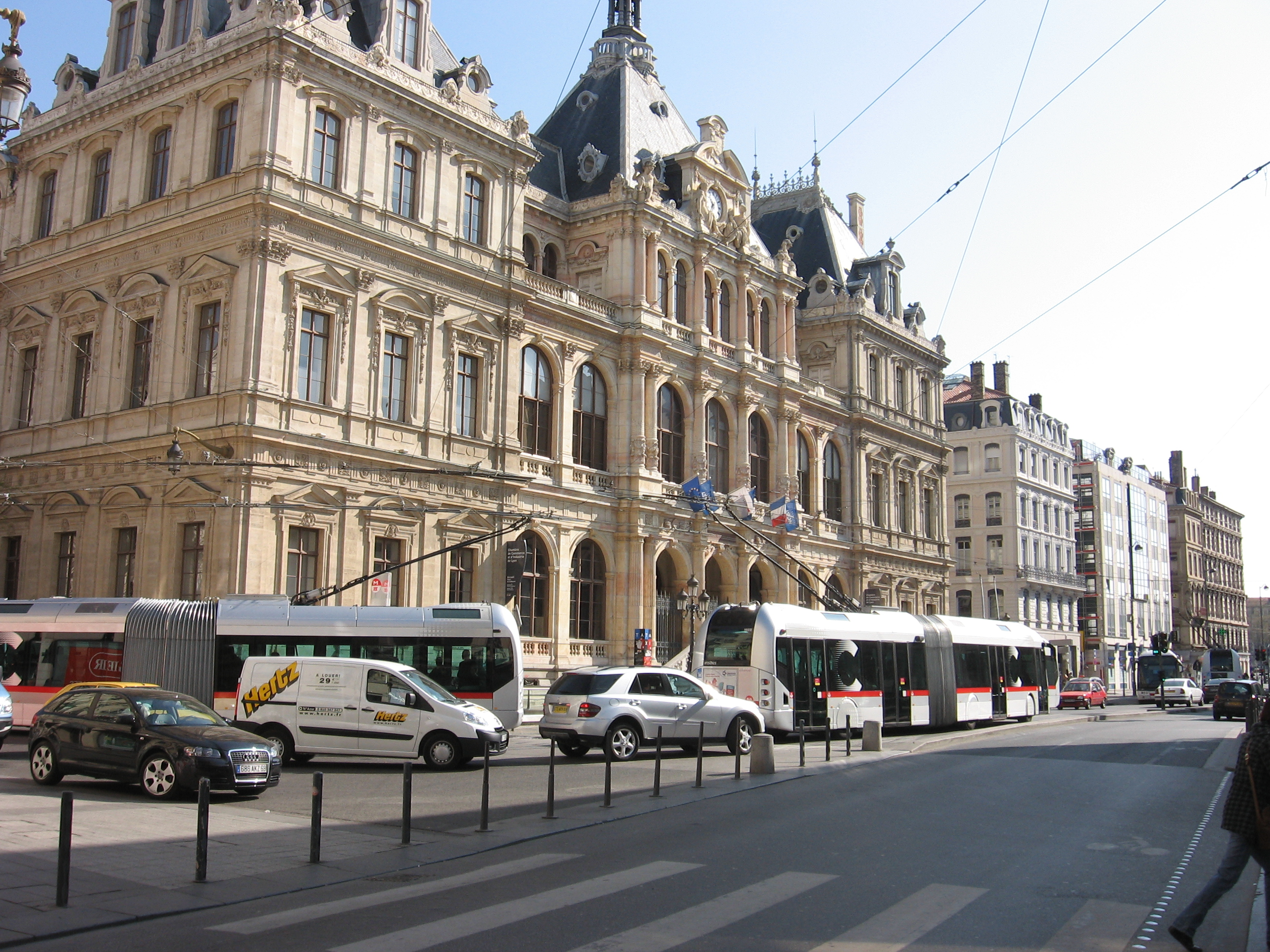
Calle de Lyon

427 hectáreas de la ciudad están clasificadas como Patrimonio Mundial de la Humanidad de la Unesco desde 1998, es uno de los espacios más vastos inscritos junto con Burdeos. Dentro de los espacios protegidos destaca la colina de Fourvière y los barrios antiguos: el Vieux Lyon; la colina de la Croix-Rousse, patrimonio urbano asociado a los obreros de la seda llamados Canuts y la 'Presqu'île que testimonia las evoluciones industriales de la ciudad. La ciudad es miembro de la organización de ciudades patrimonio mundial y está clasificada ciudad de arte y de historia según la Unesco.

La ciudad de Lyon fue fundada en el siglo I a. C. por los romanos, que establecieron en ella la capital de las Tres Galias. Desde entonces, Lyon ha desempeñado a lo largo de toda su historia un papel importante en el desarrollo político, cultural y económico de Europa. Su estructura urbana y sus numerosos monumentos de todas las épocas son vivos testimonios de esa importancia.

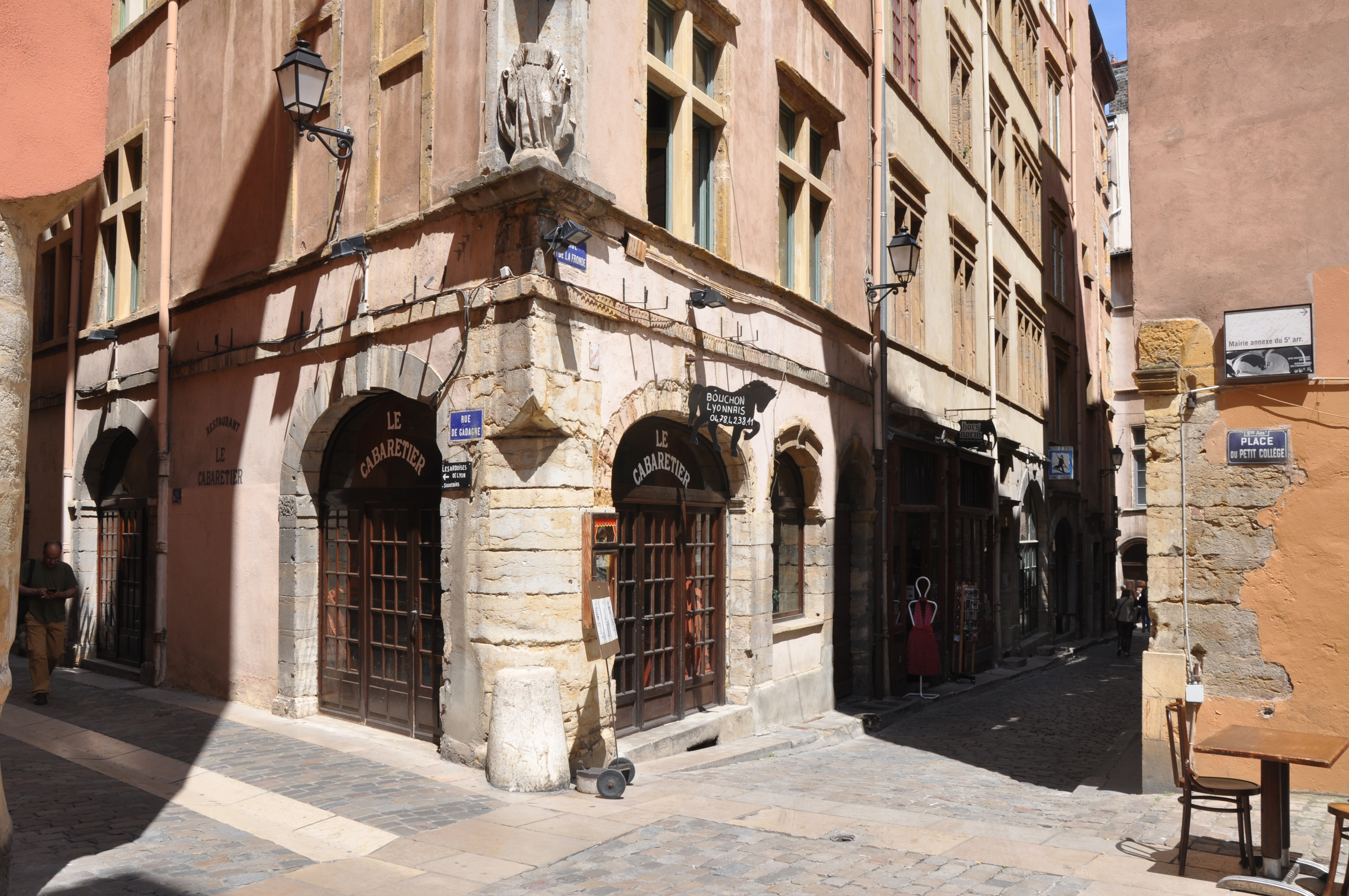
Vieux Lyon

Dentro del patrimonio protegido se encuentra:
- El Vieux Lyon, es el barrio medieval y renacentista, situado a orillas del Saona, al pie de la colina de Fourvière. Es uno de los barrios más extensos que aún quedan intactos de la época medieval y renacentista.
- La Croix-Rousse, es una colina de la ciudad y también el barrio que hay sobre ella. Es un barrio singular, profundamente marcado por su pasado como centro de la industria de la seda.
- Colina de Fourvière, donde se encuentra el teatro romano, el odeón y también la basílica Notre-Dame de Fourvière.
- La Presqu'île, que testimonia el desarrollo industrial de la ciudad es, hoy en día, el auténtico centro de Lyon; se trata de la continuidad urbana de la ciudad antigua, del Vieux-Lyon por sus calles renacentistas (Rue Mercière), sus grandes arterias haussmanianas, sus plazas, sus palacios particulares y sus monumentos clásicos.

También Lyon es conocida por tener varios trampantojos en algunas calles y plazas.

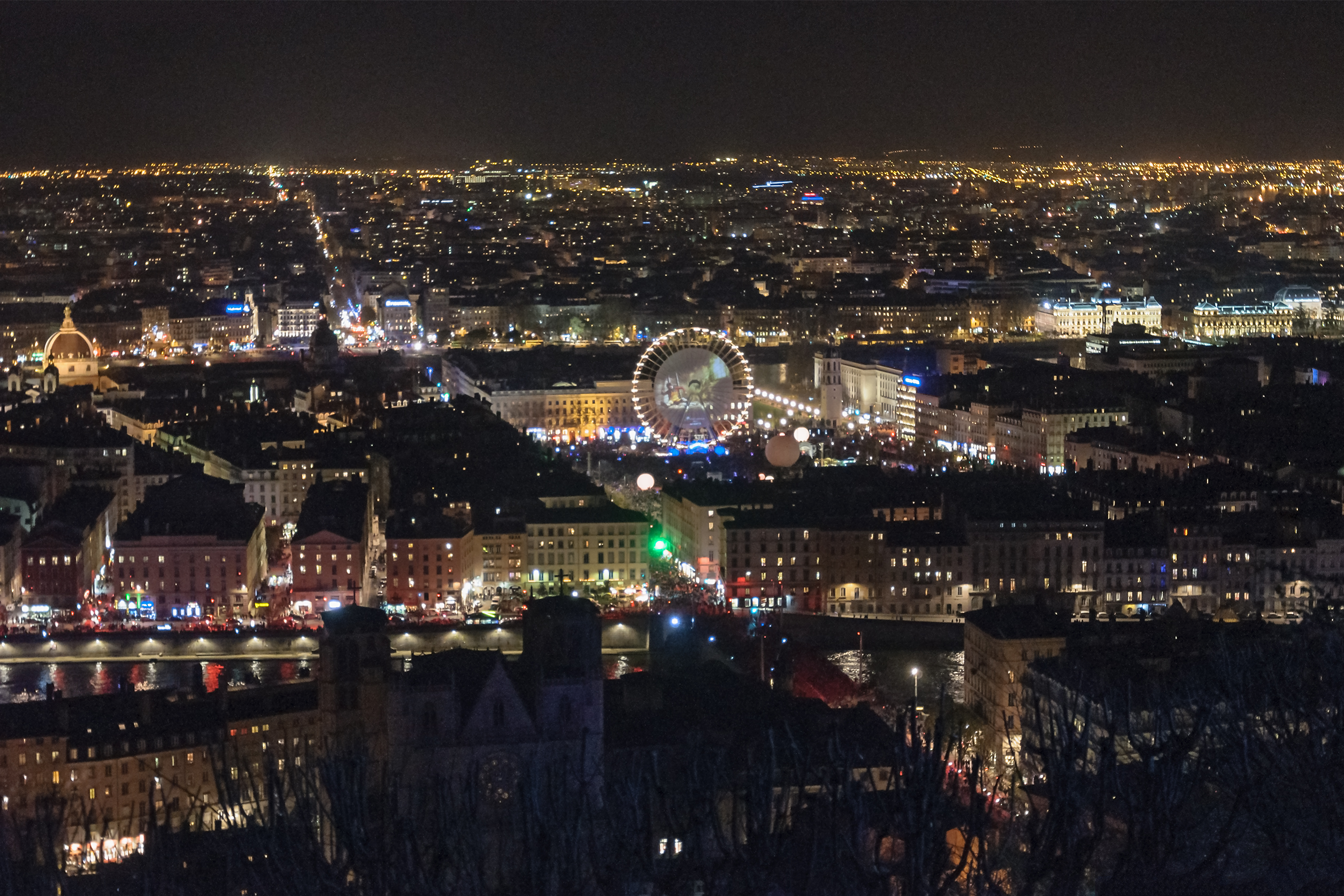
Fête des Lumières

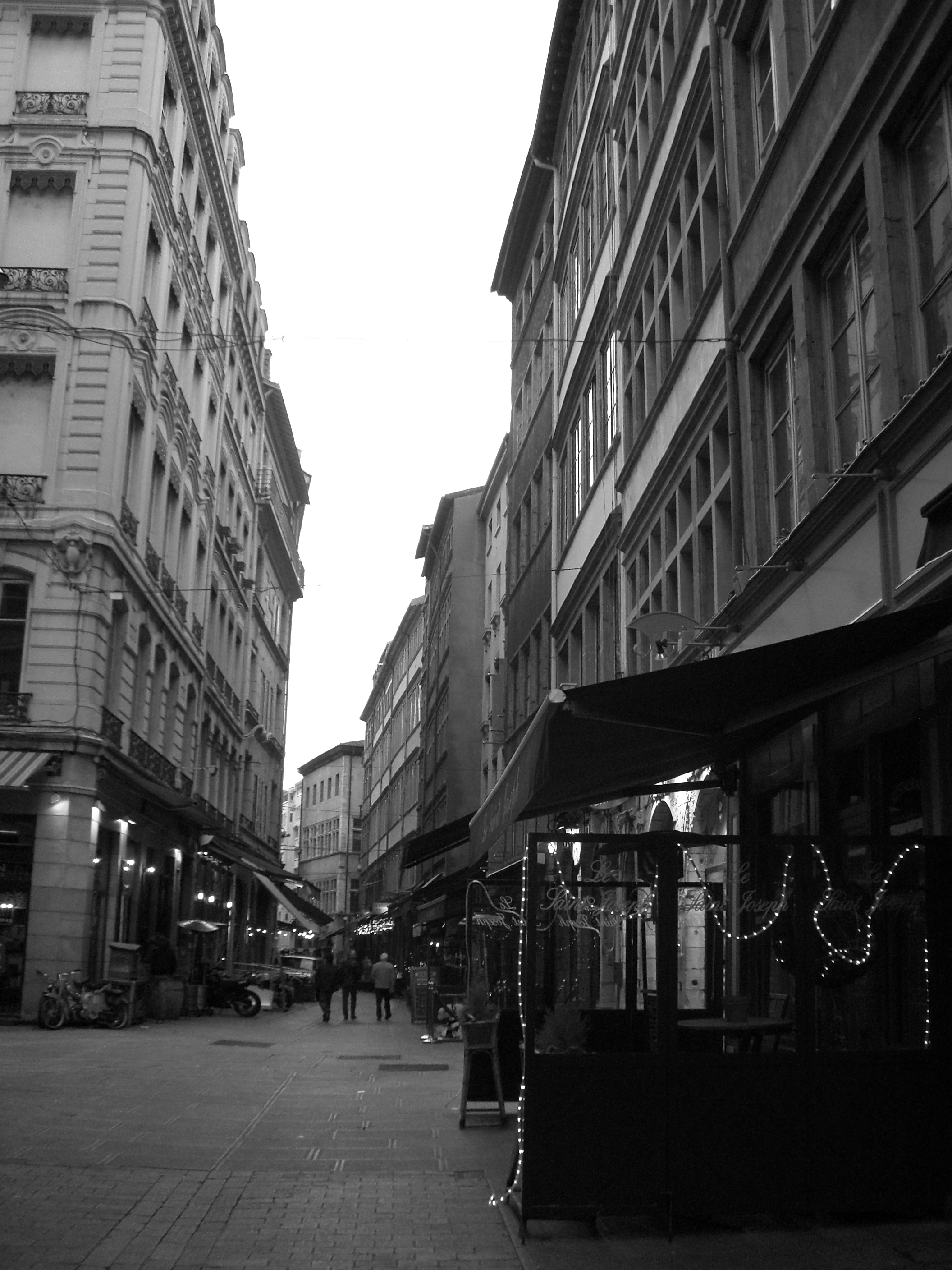
Rue Mercière.

### Festivales y eventos
- Fête des Lumières: Edificios y monumentos de toda la ciudad son utilizados para espectáculos de luz y sonido. Tiene lugar durante cuatro días cuyo epicentro es la noche del 8 de diciembre. Es la auténtica fiesta que identifica a los lioneses teniendo su origen en el siglo XIX; hoy día tiene una gran dimensión internacional recibiendo cada año a cerca de 4 millones de visitantes.
- Les Nuits de Fourvière: Festival de música, teatro y cine que tiene lugar las noches de verano en el teatro romano de Fourvière (157 000 espectadores en 2013).[19]
- Les Nuits sonores: Festival de música electrónica que se desarrolla en distintas salas y lugares de la ciudad durante un fin de semana del mes de mayo. En su edición de 2017 tuvo más de 140.000 espectadores.[20]

Además, Lyon acoge dos bienales internacionales, una dedicada al arte contemporáneo y otra a la danza; un festival de salsa a finales de junio, Y Salsa Festival; un festival literario en el mes de marzo, Quais du polar y con el fin de promover la ciudad como cuna del cine, el Grand Lyon ha impulsado desde 2009 el Grand Lyon Film Festival.

### Patrimonio gastronómico
Lyon es la cuna de algunos de los chefs más famosos del planeta como Paul Bocuse o Eugénie Brazier y de buena parte de los platos más famosos de la cocina francesa, como los quenelles, la sopa de cebolla, los grattons o la andouillette. Algunas preparaciones culinarias que se han internacionalizado son muy conocidas como la salsa lionesa. Esto le vale ser a menudo considerada la «capital mundial de la gastronomía» y el origen de la Haute cuisine. Además se puede disfrutar de la rica gastronomía local en los restaurantes de la ciudad, de los cuales una veintena son certificados como auténticos, los bouchons, concentrados sobre todo en las calles del Vieux-Lyon y en la Rue Mercière en la Presqu'île. Entre los dulces destacan los pralines (a menudo como relleno de tartas y brioches) y los coussins.

## Educación superior
Lyon es, después de París, la segunda ciudad de Francia por número de estudiantes en estudios superiores. La aglomeración lyonesa alberga a unos 120 000 estudiantes.

### Universidades

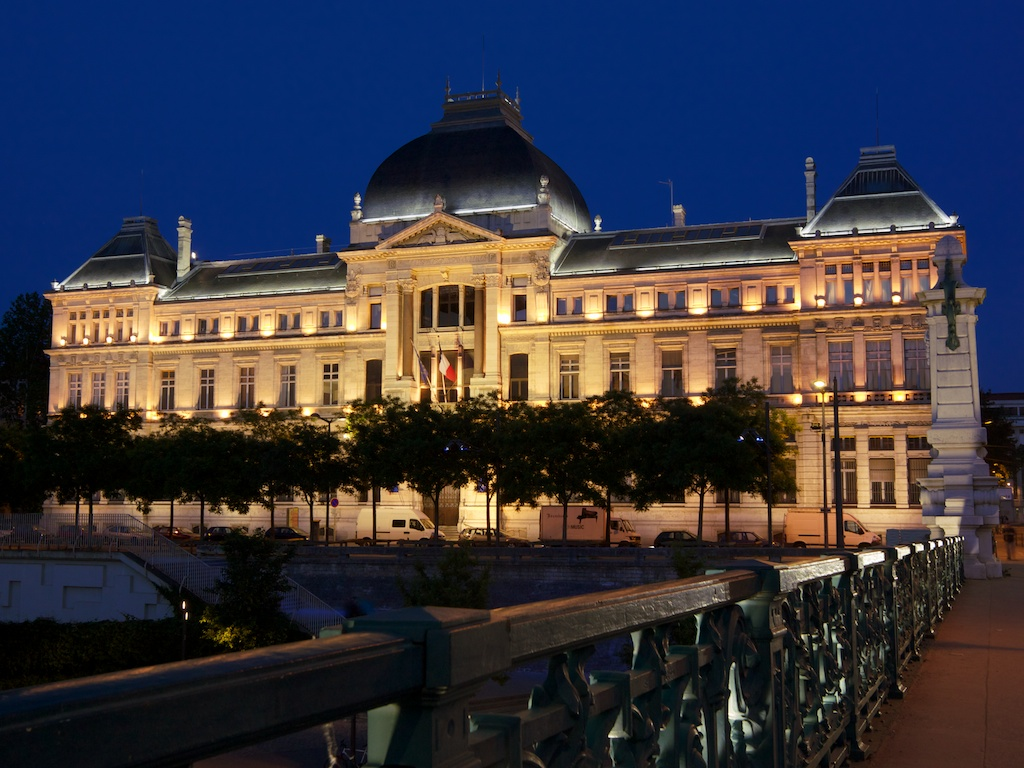
Edificio principal de la Universidad de Lyon III

- Universidad de Lyon, agrupa las tres universidades públicas de la ciudad
  - Universidad de Lyon I - Claude Bernard
  - Universidad de Lyon II - Lumière
  - Universidad de Lyon III - Jean Moulin
- Universidad Católica de Lyon (privada)

### Centros de enseñanza superior
- E-Artsup

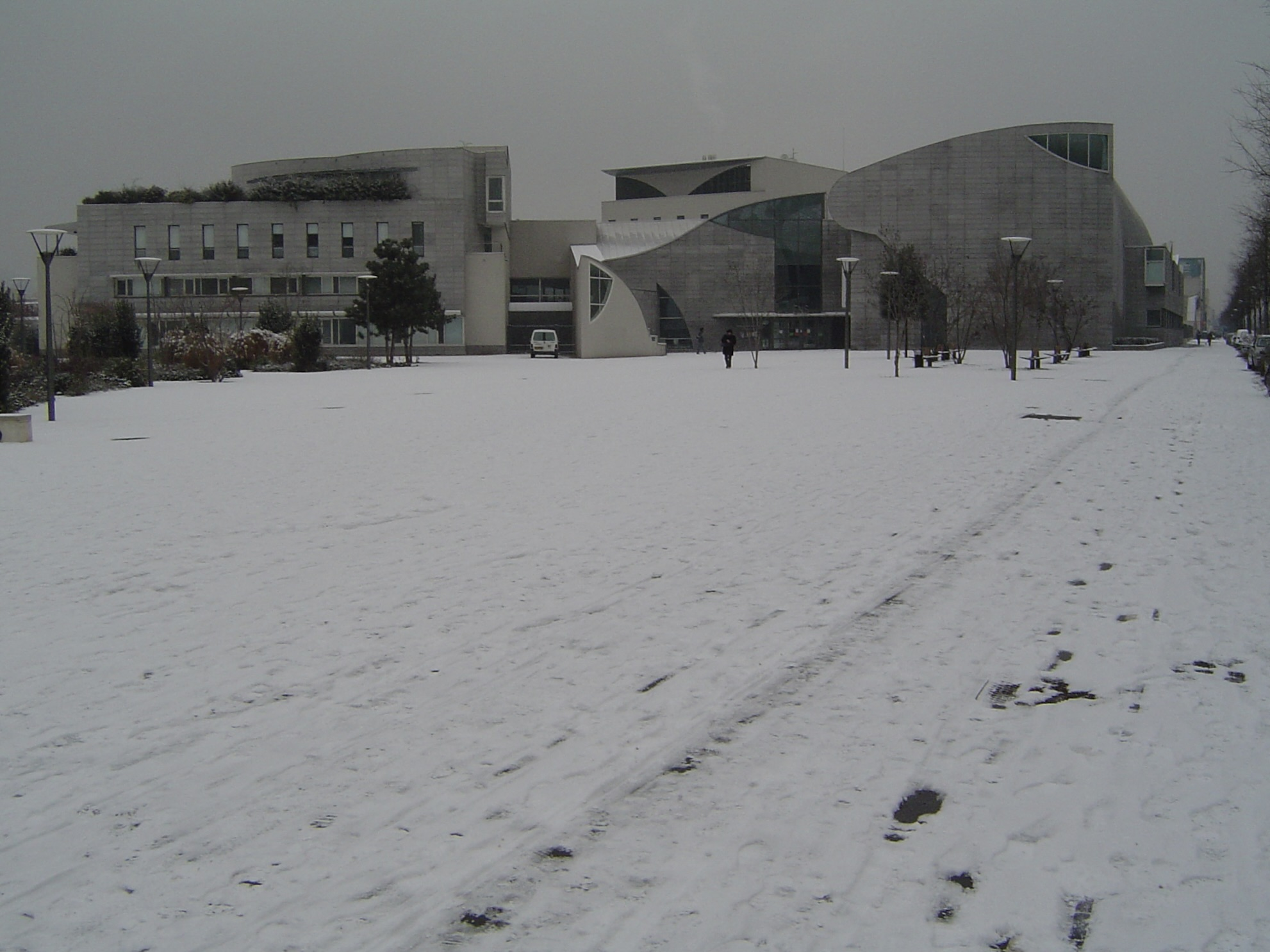
Escuela Normal Superior de Letras y Ciencias Humanas

- Escuela Normal Superior de Lyon (ENS Lyon)
- Escuela Normal Superior de Letras y Ciencias Humanas
- Instituto de Estudios Políticos de Lyon (Sciences Po Lyon)
- Institut national des sciences appliquées de Lyon (INSA Lyon). En Villeurbanne
- Escuela Central de Lyon (ECL). Situada en Écully
- Escuela Especial de Mecánica y de la Electricidad (ESME-Sudria).
- École catholique des arts et métiers (ECAM)
- École supérieure de chimie, physique, électronique de Lyon (CPE). En Villeurbanne
- École nationale supérieure d'architecture de Lyon (ENSAL). En Vaulx-en-Velin
- Emlyon Business School (Emlyon). En Écully
- Ecole supérieure de commerce et de management (ESDES)
- Institut supérieur européen de formation par l'action (ISEFAC).
- École de commerce européenne (ECE Lyon)
- École nationale supérieure des sciences de l'information et des bibliothèques (Enssib). En Villeurbanne
- Institut des Technologies de l'Environnement (IET)
- Institut supérieur d'agriculture et d’agroalimentaire Rhône-Alpes (ISARA)
- Institut textile et chimique de Lyon (ITECH Lyon)
- École nationale vétérinaire de Lyon. En Marcy-l'Étoile
- École nationale des travaux publics de l'État (ENTPE). En Vaulx-en-Velin
- Institut supérieur de la communication, de la presse et de l'audiovisuel (ISCPA de Lyon)
- École pour l'informatique et les techniques avancées (EPITA)
- École pour l'informatique et les nouvelles technologies (EPITECH)
- École privée des sciences informatiques (EPSI)
- Institut Polytechnique de Lyon
- Institut polytechnique des sciences avancées (IPSA)
- Institut régional d'administration (IRA). En Villeurbanne
- Institut supérieur européen de gestion group (ISEG Group).
- École du service de santé des armées de Lyon-Bron (ESSA Lyon)
- Institut des sciences et techniques de l'ingénieur de Lyon (ISTIL). En Villeurbanne. École d'Ingénieur de l'Université Lyon 1 Claude Bernard
- École nationale des beaux-arts de Lyon
- École nationale supérieure de la police (ENSP). En Saint-Cyr-au-Mont-d'Or
- Institut Commercial Lyonnais (ICL)
- Institut Sup'Biotech de Paris (Sup'Biotech)
- École Interculturelle de Français pour Étrangers

## Economía

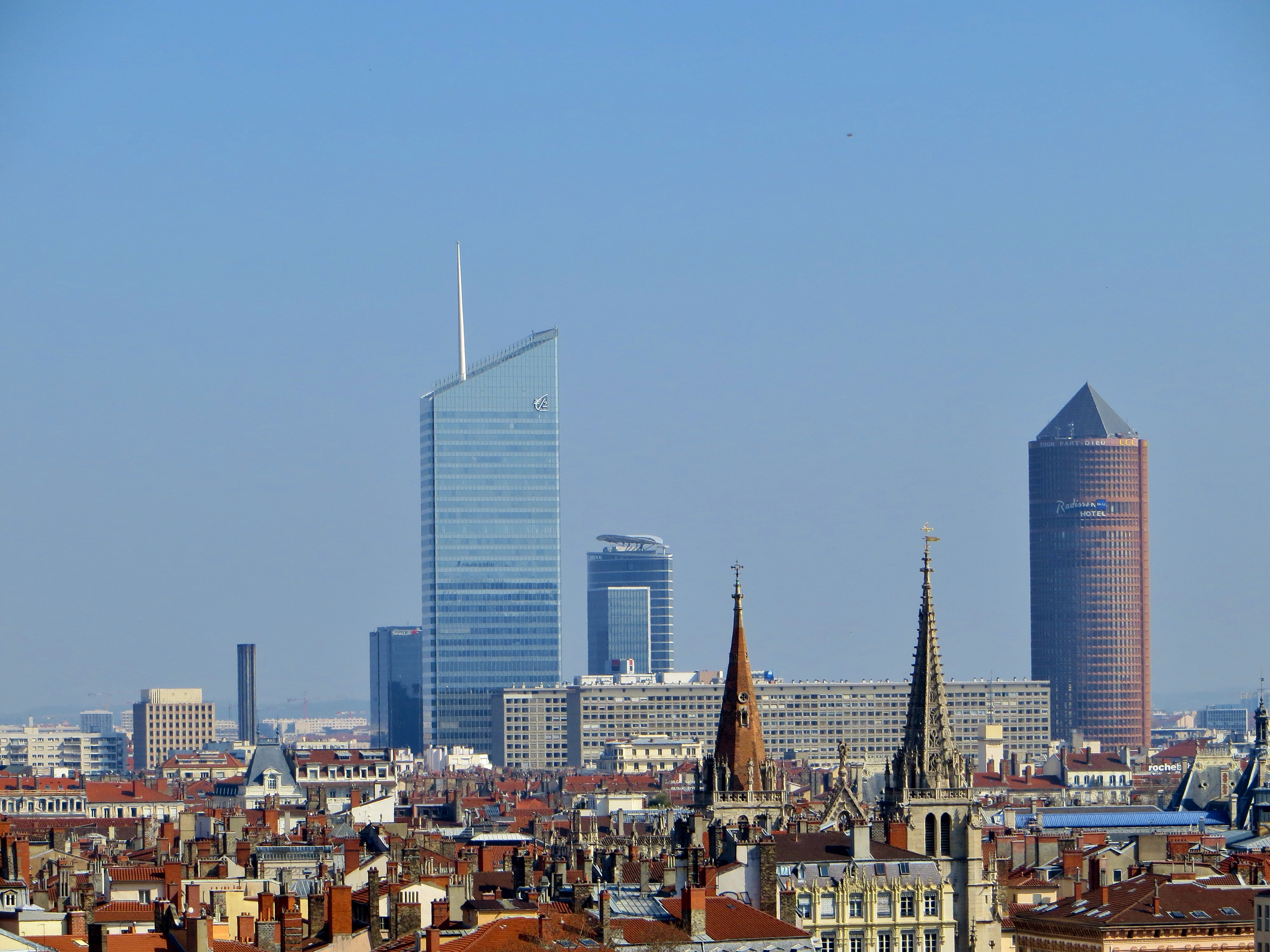
Lyon Part-Dieu

El PIB de la ciudad de Lyon y su aglomeración era en 2012 de 74 000 millones de euros, segundo de Francia después de París; el PIB medio por habitante de 35 700 euros y el poder adquisitivo de sus habitantes es el 21.º del mundo, según un estudio de UBS AG. La ciudad constituye un polo de desarrollo a nivel europeo aprovechándose de su posición como encrucijada de comunicaciones. Además en 2011 estaba situada en octava posición a nivel global en el índice Innovation Cities. La región lionesa tiene una larga tradición en iniciativas tecnológicas y económicas: la banca y la imprenta en el Renacimiento, después la ingeniería mecánica, la investigación científica en química, física, medicina, virología.

### Grandes empresas
Lyon es sede de numerosas empresas: Euronews, LCL, Toupargel, Aéroports de Lyon, Groupe Seb, Renault Trucks, BioMérieux, Sanofi-Aventis, LVL Medical, Bayer CropScience Europe, Voisin, CEGID, Boiron, Mérial, Infogrames, GL Events, Babolat, Descours & Cabaud, Alptis, April Group, Apicil...

### Barrios de negocios
La especialización de algunos sectores tiene como consecuencia la creación de barrios de negocios: la Part-Dieu, localizado en el 3º arrondissement, es el segundo distrito de negocios de Francia después de La Défense de París. La Cité Internationale, proyectada por el arquitecto Renzo Piano y terminada en 2006, está situada en el 6º arrondissement junto al parque de la Tête d'Or; aquí se encuentra la sede de la Interpol. El barrio de la Confluencia, al sur del centro histórico, es un nuevo polo económico y cultural en desarrollo.

### Investigación
En Lyon se encuentra el laboratorio de investigación P4 Jean Merieux INSERM, el más grande de Europa de clase 4, donde se investiga sobre los virus más peligrosos del mundo: ébola, Marburgo, Nipah, Hendra, Lassa, Congo-Crimea.

## Deporte

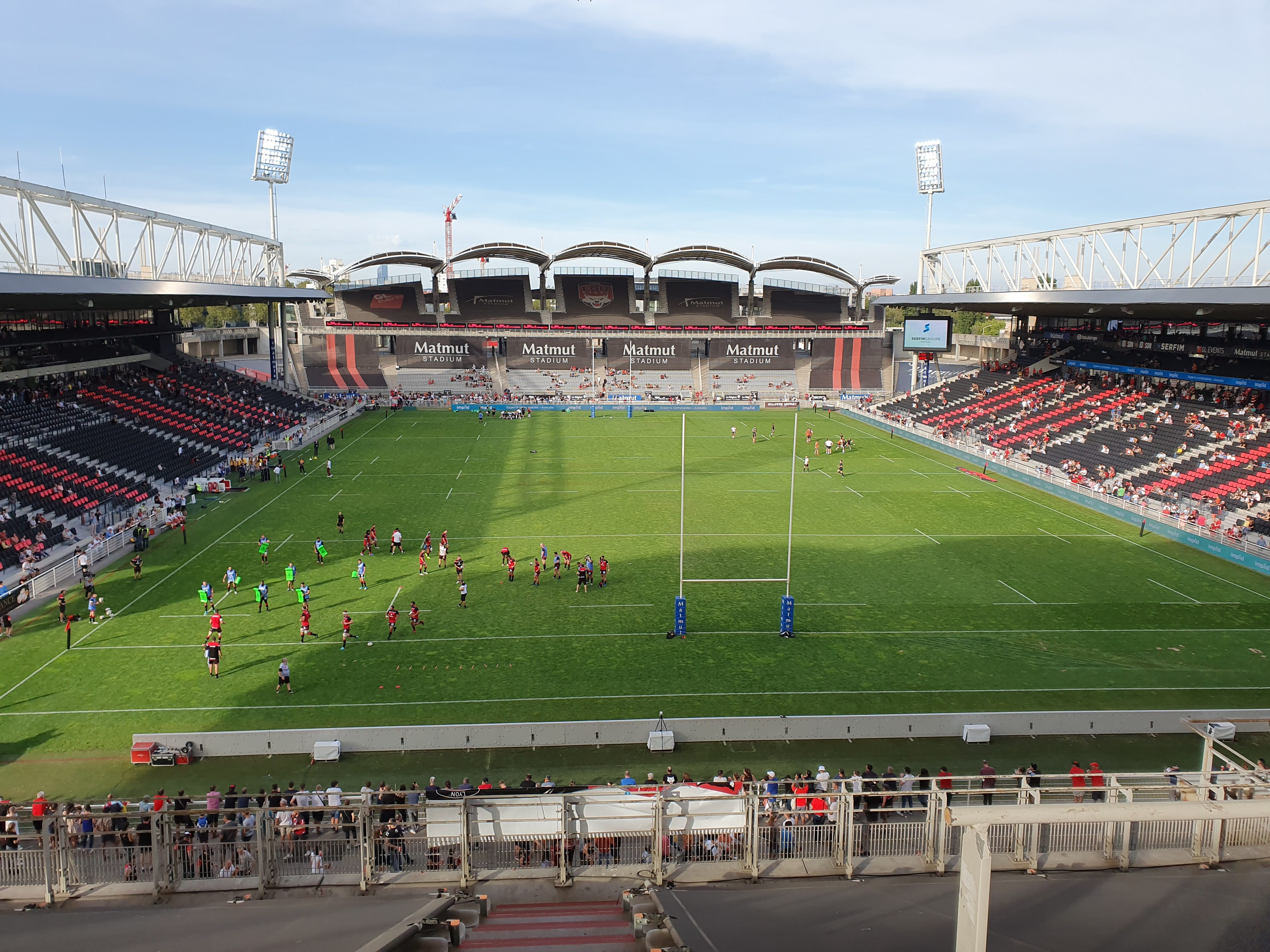
Stade de Gerland, sede del Lyon OU Rugby, equipo que participa en el campeonato Top 14

### Clubes
| Equipo                       | Deporte              | Competición                           | Estadio                   | Creación | Títulos |
| ---------------------------- | -------------------- | ------------------------------------- | ------------------------- | -------- | ------- |
| Olympique de Lyon            | Fútbol               | Ligue 1                               | Parc Olympique Lyonnais   | 1950     | 7       |
| Olympique de Lyon (femenino) | Fútbol               | Division 1 Féminine                   | Parc Olympique Lyonnais   | 2004     | 11      |
| ASVEL Lyon-Villeurbanne      | Baloncesto           | Pro A                                 | Astroballe                | 1948     | 17      |
| LOU Rugby                    | Rugby a XV           | Top 14                                | Matmut Stadium de Gerland | 1896     | 2       |
| Lyon Hockey Club             | Hockey sobre hielo   | Ligue Magnus                          | Patinoire Charlemagne     | 1997     | 0       |
| Lyon Villeurbanne XIII       | Rugby a XIII         | Championnat de France de rugby à XIII | Stade Georges Lyvet       | 1934     | 2       |
| Rink Hockey Club de Lyon     | Hockey sobre patines | Nationale 1                           | Skating de la Duchère     | 1983     | 0       |

- El OL como se le abrevia al equipo juega en Parc Olympique Lyonnais y en la temporada 2020-21 quedó cuarto clasificando para la Europa League ya que perdió en la última fecha y el Mónaco había ganado clasificando para la Champions. El equipo es uno de los 5 mejores equipos franceses.Anteriormente el equipo había tenido que jugar en el Stade de Gerland como principal casa hasta la construcción del nuevo estadio[30]

## Comunicaciones

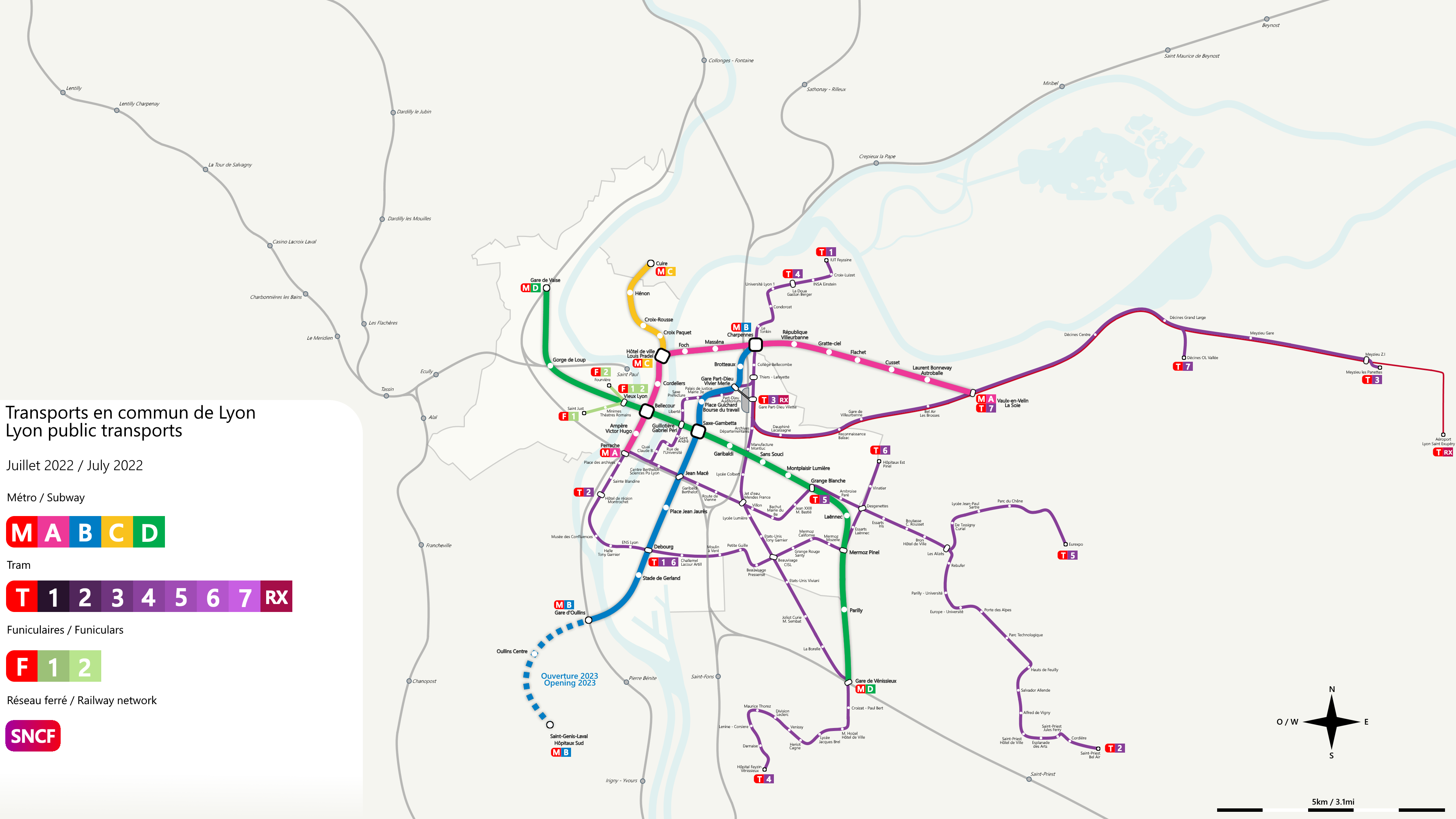
Red de transporte

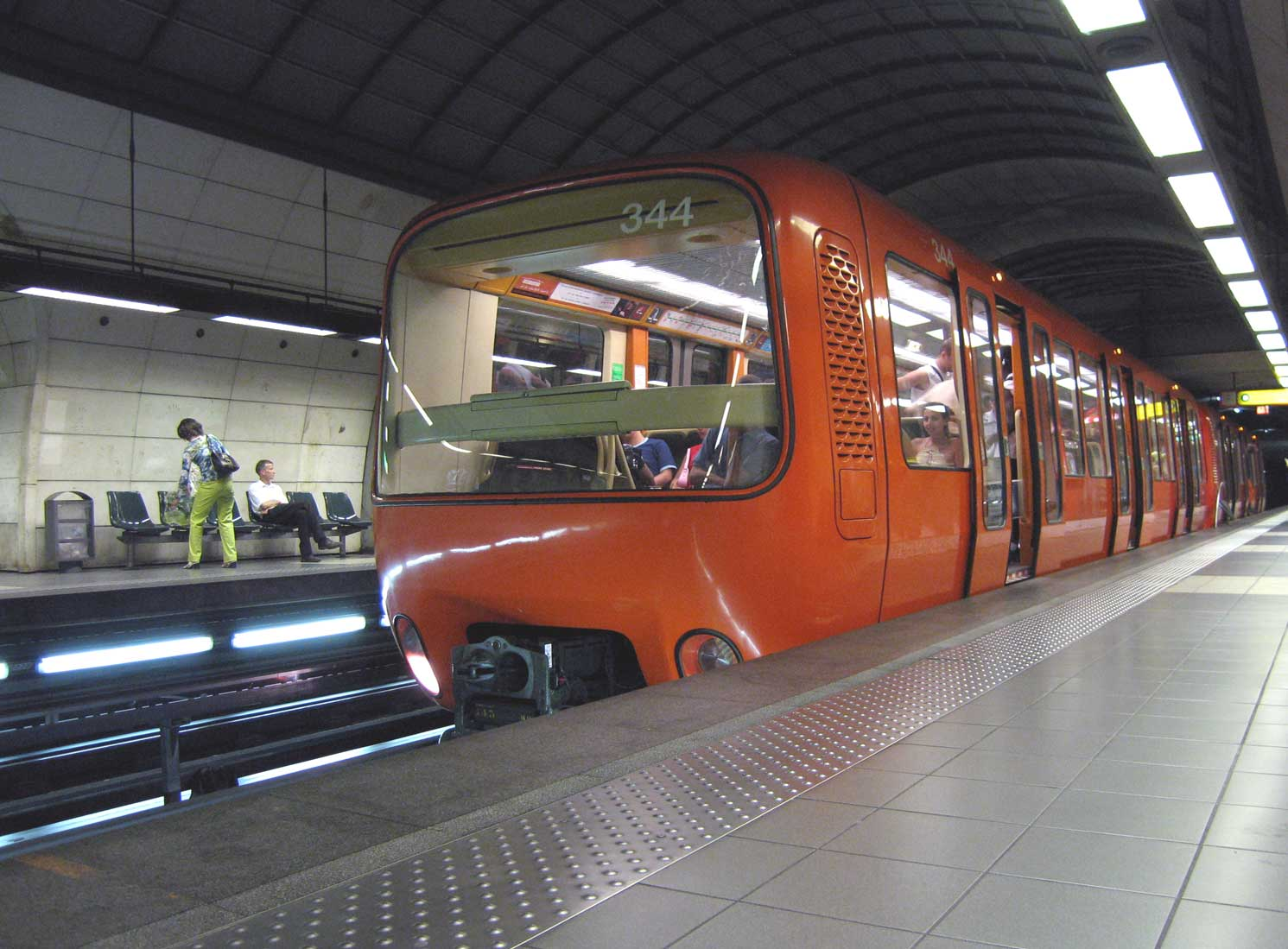
Metro línea D

Por su situación geográfica, Lyon es punto de encuentro de numerosas autopistas y lugar de paso obligado de las líneas ferroviarias hacia el sur de Europa, además de contar con un puerto seco de primera categoría. Tradicionalmente ligada a París y Marsella, la ciudad de Lion tiende hoy día a fortalecer sus conexiones hacia el este, incluyendo las ciudades de Ginebra, en Suiza, y Turín en Italia.

### Aéreo

Aeropuerto de Lyon-Saint Exupéry

El aeropuerto Lyon-Saint Exupéry, está localizado a 20 km al este de Lion, y sirve como base tanto para vuelos nacionales como internacionales. Además el aeropuerto cuenta con una estación de TGV (Gare de Lyon Sain-Exupéry).

### Ferrocarril
Lyon está conectada mediante la red de TGV con el norte (París, Lille, Bruselas y próximamente Ámsterdam y Estrasburgo), oeste (Rennes, Nantes) y con el sur (Marsella, Montpellier y Barcelona).
La ciudad tiene dos grandes estaciones ferroviarias, ambas con servicio TGV: Lyon Perrache, inaugurada en 1857 y sobre todo Lyon Part-Dieu, inaugurada en 1983 y que es la primera estación francesa por tráfico de viajeros después de las estaciones parisinas.
Además existen otras estaciones pequeñas: Gorge-de-Loup, Vaise, Saintt-Paul y Jean Macé.

### Transporte público
Lyon dispone del segundo sistema de transporte público de Francia después de Île-de-France con 1,5 millones de desplazamientos al día y llegando a 1,7 millones de habitantes .
El TCL (Transports en Commun Lyonnais) es el sistema público de transporte. Comprende cuatro líneas de metro, siete líneas de tranvía, dos funiculares, siete líneas de trolebús y más de cien líneas de autobús.

### Bicicletas
En mayo de 2005 se implantó un sistema de alquiler de bicicletas públicas, denominado Vélo'v. Más de 4000 bicicletas están disponibles 24 horas al día, 7 días a la semana, repartidas en 345 estaciones del Grand Lyon.
Siguiendo el ejemplo del sistema Vélo'v han proliferado iniciativas similares, pero utilizando automóviles como Autolib (2008), Bluely (2013) o Sunmoov (2013).

## Ciudades hermanadas y acuerdos de colaboración

### Ciudades hermanadas
- Birmingham, Reino Unido, 1951
- Fráncfort, Alemania, 1960
- Milán, Italia, 1966
- San Luis, Estados Unidos, 1975
- Beerseba, Israel, 1980
- Cantón, China, 1988
- Sétif, Argelia, 1996
- Túnez, Túnez, 1999
- Kutaisi, Georgia, 2006
- León de los Aldama, México, 2000

### Ciudades con acuerdos de colaboración
- Leipzig, Alemania, 1981
- Ginebra, Suiza, 1989
- Barcelona, España, 1989
- Turín, Italia, 1991
- Génova, Italia, 1998
- Marsella, Francia, 1997
- Sevilla, España, 1991
- Ereván, Armenia, 1992
- Pécs, Hungría, 1998
- Minsk, Bielorrusia]], 1976
- San Petersburgo, Rusia, 1991
- Craiova, Rumanía, 1992
- Samarcanda, Uzbekistán, 1998
- Yokohama, Japón, 1959
- Ciudad Ho Chi Minh, Vietnam, 1997
- Beirut, Líbano, 1998
- Deir el Qamar, Líbano, 1998
- Sidón, Líbano, 1999
- Alepo, Siria, 2000
- Agadir, Marruecos, 1998
- Uagadugú, Burkina Faso, 1998
- Lomé, Togo, 1999
- Porto Novo, Benín, 1999
- Bamako, Malí, 1999
- Montreal, Canadá, 1979
- Santiago, Chile, 1992